# Nicole Rieu

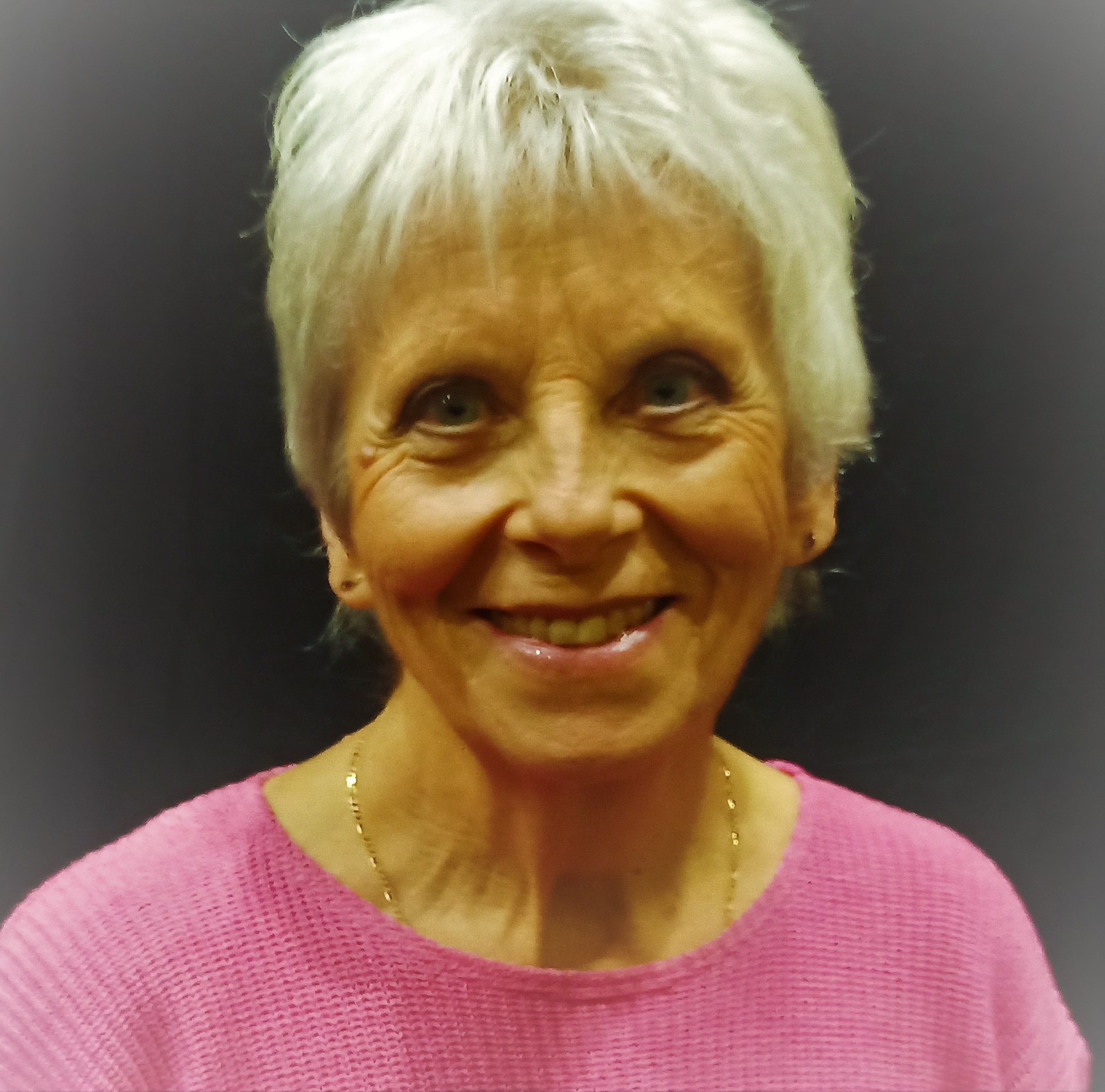
Nicole Rieu (2023)

Nicole Rieu (* 16. Mai 1949 in Chaumont, Département Haute-Marne) ist eine französische Pop- und Chanson-Sängerin.

## Leben
Nicole Rieu unterschrieb 1969 ihren ersten Plattenvertrag bei AZ Records. 1973 wechselte sie zu Barclay Records und hatte schon bald einen ersten Singleerfolg mit dem Titel Je suis.
Im Jahr 1975 wurde sie durch den Fernsehsender TF1 ausgewählt, Frankreich beim Eurovision Song Contest 1975 zu vertreten. Ihr von Pierre Delanoë geschriebener Chanson Et bonjour à toi, l’artiste erreichte den 4. Platz.
Sie hatte danach noch zahlreiche weitere erfolgreiche Tonträger in Frankreich, unterbrach aber in den 1980er Jahren ihre Karriere zwecks der Geburt ihres Sohnes. In dieser Zeit erschienen Kinderlieder und ein Weihnachtsalbum von ihr. Ab Ende der 1990er Jahre veröffentlichte sie wieder reguläre Studioalben und hatte Liveauftritte.

## Diskografie
Alben
- 1973: Attention (Barclay)
- 1975: Naissance (Barclay)
- 1976: Le ciel c’est ici (Barclay)
- 1977: Si tu m’appelles (Barclay)
- 1978: Le rêve de mai (Philips)
- 1979: La goutte d’eau (Barclay)
- 1981: Zut (RCA Victor)
- 1983: Bonjour la fête (Nicole Rieu chante pour les enfants, Vol. 1 et 2) (Disques Corélia)
- 1984: Pour les enfants avec Armen Djerrahian (Warner)
- 1986: Nicole Rieu chante Noël (Disques Corélia)
- 1988: Compilation Master Série (Barclay – PolyGram)
- 1993: Pêcheur d’éponges (Disques Chêne)
- 1995: Le meilleur de Nicole Rieu (Sergent Major Cie)
- 1998: Vas-y (Disques Yvon Chateigner)
- 1998: Compilation Master Série (Nouvelle version) (Universal)
- 2001: Ah ah! (Disques Yvon Chateigner)
- 2002: Marie-Madeleine (Productions Miracos)
- 2005: Camargue rouge (Productions Miracos)
- 2007: En voix (nouvel album 2007) (Édina Music/Nocturne)
- 2008: En voix (DVD du concert)
- 2008: Jardins (nouvel album 2008) (Productions Miracos)
- 2008: Noël, chants d’espoir (nouvel album 2008) (Productions Miracos)
- 2009: Nicole Rieu (Kompilation) (Sergent Major Cie)
- 2010: Femmes (Productions Miracos)